# تفجير تونس 2015
انفجار تونس العاصمة في 24 نوفمبر 2015 هو هجوم انتحاري ذو طابع إرهابي استهدف حافلة كانت تقل أفراد من الأمن الرئاسي التونسي وذلك في تونس العاصمة في تونس. 

في مساء 24 نوفمبر 2015، وقع تفجير كبير في حافلة تابعة للأمن الرئاسي كانت تسير في شارع محمد الخامس، وذلك قرب مقر حزب التجمع الدستوري الديمقراطي المنحل في قلب العاصمة. خلف الهجوم أوليا 12 قتيل و16 جريحا. 

أعلن بعدها رئيس الجمهورية التونسية الباجي قائد السبسي حالة الطوارئ، وكذلك فرض حظر التجول في الليل في تونس الكبرى.

## السياق
جاء هذا الهجوم بعد أسبوع من إيقاف 17 جهادي كانوا يخططون للقيام بتفجيرات ضخمة ضد عدة فنادق ومراكز للشرطة. 

جاء كذلك هذا الهجوم بعد 12 يوما من تفجيري بيروت، وأيضا بعد 11 يوما من هجمات باريس، وكذلك بعد 4 أيام من هجوم فندق باماكو.

إضافة إلى ذلك، ففي مساء 13 نوفمبر، كان لحادثة قطع رأس مبروك السلطاني، وهو راعي صغير ذو 16 سنة في جبال سيدي بوزيد، تنديدا كبيرا في تونس، وجاء هذا الحادث على أيدي مسلحين ينتمون لكتيبة عقبة بن نافع (التابعة لتنظيم القاعدة في بلاد المغرب الإسلامي). كرد على هذه العملية، تم نشر الشرطة في سيدي بوزيد، وقام الجيش الوطني التونسي بعملية في جبل مغيلة أسفرت عن مقتل جندي و3 مسلحين.

## منفذ الهجوم
وجدت قوات الأمن التونسية جثة مجهولة الهوية في الحافلة المفجرة، في 26 نوفمبر 2015، وفي بيان لوزارة الداخلية التونسية، جاء فيه أنه بعد القيام بالتحاليل البيولوجية، فإن هوية منفذ العملية ترجع لشاب تونسي يدعى حسام العبدلي، من مواليد 10 ديسمبر 1988، ويقطن في دوار هيشر (ولاية منوبة) وهو بائع متجول.

## الضحايا
الضحايا هم كلهم من الأمن الرئاسي وهم:
| - الملازم نجيب السعدوني - الوكيل محمد علي الزاوي - الملازم محمد صالح الزواوي - الملازم أول محمد الهادي الطاهري | - النقيب محمد الحجري - الملازم ماهر الكبسي - العريف أول عمر العمري - العريف أول عمر الخياطي | - الوكيل أول عاطف الحمروني - الملازم طارق بوسنة - الوكيل شكري بن عمارة - النقيب جمال عبد الجليل |

## إجراءات
بعد اجتماع لمجلس الوزراء، وللمجلس الأعلى للأمن الوطني، قرر رئيس الجمهورية الباجي قائد السبسي ورئيس الحكومة الحبيب الصيد عدة إجراءات هامة وهي:
- إعلان حالة الطوارئ في تونس لمدة 30 يوم.[10]
- حضر التجول في الليل في تونس الكبرى (ولايات تونس، منوبة، أريانة وبن عروس).[10]
- إغلاق الحدود لمدة 15 يوم مع ليبيا.[11]

## ردود الفعل

### وطنية
- أعلن رئيس الجمهورية التونسية الباجي قائد السبسي في خطاب تلفزي فرض حالة الطوارئ وحظر التجول، وكذلك استدعاء المجلس الأعلى للأمن الوطني للاجتماع. من جهة أخرى أضاف أن «التونسيين منتصرين على الإرهاب وهذا الإرهاب سيكون في ملعبهم».[12]
- أصدرت ديوان الإفتاء بالجمهورية التونسية بيانا استنكر فيه بهذا الهجوم الذي حسب البيان أن الإسلام براء منه، ودعى المفتي للوحدة الوطنية وتماسك «جميع التونسيين بروح معنوية مرتفعة وإرادة صلبة».
- قال رئيس الجمهورية التونسية السابق المنصف المرزوقي في فيديو نشره على صفحته على يوتيوب أنه يندد بهذا الهجوم الذي ضرب «هيكلا تعامل معه لثلاثة سنوات بكل حرفية» حسب قوله، وعبر عن مواساته لأسر الضحايا وكذلك دعا للوحدة الوطنية والابتعاد عن الخلافات السياسية في هذه المرحلة. وأضاف من جهة أخرى أن الإرهاب يريد بث البلبلة بين التونسيين.[13]

### دولية
- الأمم المتحدة: ندد كل من الأمين العام للأمم المتحدة بان كي مون ومجلس الأمن الهجوم بشدة، وعبرا عن تعازيهما لعائلات الضحايا وللشعب التونسي، وأضاف بيانهما عن تقديمهما الدعم الكامل واللازم للديمقراطية التونسية الناشئة، ومساعدة الدولة على مكافحة الإرهاب.[14]
- الاتحاد الأوروبي: الممثلة العليا للاتحاد الأوروبي للشؤون الخارجية والسياسة الأمنية فيديريكا موغيريني عبرت عن دعم الاتحاد الأوروبي الكامل للسلطات والشعب التونسي أكثر من أي وقت مضى، ودعت لتوحيد الجهود لمكافحة الإرهاب. وأضافت أن الاتحاد لن يدخر أي جهد لدعم نجاح الانتقال الديمقراطي في تونس.[15]
- فرنسا: في بيان صادر عن رئيس الجمهورية الفرنسية فرانسوا أولاند، عبر فيه عن تنديده الشديد بالهجوم «الجبان» الذي ضرب تونس العاصمة من جديد. قال أيضا أنه يتضامن مع التونسيين جميعا في هذا الحدث. جاء في البيان كذلك أن فرنسا وتونس يقفان جنبا إلى جنبا أكثر من أي وقت مضى، وأنه في تونس العاصمة أو في باريس، سيواصلان «النضال من أجل الديمقراطية وضد الظلامية».[16]
- قطر أدانت دولة قطر بشدة التفجير الإرهابي الذي استهدف حافلة تابعة للأمن الرئاسي وسط العاصمة تونس، ما أسفر عن سقوط عدد من القتلى والجرحى. .[17]
- السعودية تقدمت المملكة العربية السعودية بخالص العزاء لاسر الضحايا وتمنياتها بالشفاء العاجل للمصابين مؤكدة على ضرورة مضاعفة الجهود الدولية لاجتثاث هذه الافة الخطيرة التي تستهدف الأمن والاستقرار في جميع أنحاء العالم دون استثناء.
- مصر أدانت مصر بشدة الهجوم الإرهابي، مؤكّدة في بيان لها تضامن مصر مع تونس ووقوفها معها في مواجهة الإرهاب الغاشم.[18]
- الأردن قال الناطق الرسمي باسم الحكومة الأردنية محمد المومني إنّ الحكومة الأردنية تدين بشدة الحادث الإرهابي الذي استهدف حافلة للحرس الرئاسى التونسي، معربا عن وقوف الأردن إلى جانب امن واستقرار تونس في مواجهة الإرهاب واهدافه الجبانة واساليبه البشعة.
- الكويت أعرب أمير الكويت الشيخ صباح الأحمد الجابر الصباح عن خالص تعازيه إلى الرئيس التونسي وشعبه، وأستنكر هذا العمل الإرهابي مؤكدا وقوف دولة الكويت مع تونس في كافة الاجراءات التي تتخذها للحفاظ على أمنها واستقرارها.[19]

### أخرى
- نشرت بلدية باريس في لوحات إعلانية في العاصمة باريس عبارات دعم وهي: «باريس تتضامن مع تونس العاصمة والشعب التونسي».[20]
- قام نواب الجمعية الوطنية الفرنسية بالقيام بدقيقة صمت على أرواح الضحايا بحضور البعض من أعضاء الحكومة ورئيس الوزراء مانويل فالس.[21]

## مقالات ذات صلة
- أمن رئاسي (تونس)
- قائمة الحوادث الإرهابية 2015